# 薩馬拉 (蘇梅區)
50°58′50″N 34°23′40″E / 50.98056°N 34.39444°E
薩馬拉（烏克蘭語：Самара）是位於烏克蘭東北部的村莊，由蘇梅州蘇梅區的米科萊夫卡鎮級市鎮負責管轄。該村處於維爾河右岸，距離比拉尼3.5公里，海拔高度143米，2001年人口120。